# Рот, Элвин
Э́лвин Элиот Рот (англ. Alvin Elliot Roth; род. 18 декабря 1951 или 19 декабря 1951, Нью-Йорк, Нью-Йорк) — американский экономист, профессор Гарвардского университета, преподает в Гарвардской школе бизнеса. Внёс значительный вклад в теорию игр, дизайн рынков и экспериментальную экономику. В 2012 году был удостоен совместно с Ллойдом Шепли премии Шведского государственного банка по экономическим наукам памяти Альфреда Нобеля за «теорию стабильного распределения и практики устройства рынков» (см. задача о марьяже).

## Биография
Элвин Элиот Рот родился в Нью-Йорке, в еврейской семье; его родители были учителями. Учился в средней школе им. Мартина Ван Бюрена в Квинсе, но бросил её в пятнадцатилетнем возрасте, недоучившись. Посещал курсы инженеров при Колумбийском университете и, в конце концов, был зачислен на инженерное отделение университета, после окончания которого (1971) прошёл магистратуру и аспирантуру при Стэнфордском университете (1974), специализируясь на исследованиях операций. В 1983 году получил стипендию Гуггенхайма.
С 1986 по 1995 год преподавал в хайфском Технионе, Еврейском университете в Иерусалиме и Тель-Авивском университете.
Член Национальной академии наук США (2013). Почётный доктор права Эксетерского университета (2015).

## Сочинения
- The Economist as Engineer: Game Theory, Experimentation, and Computation as Tools for Design Economics // Econometrica, 2002, 70(4), pp. 1341-1378.

### Основные работы по «нобелевской» теме
- Roth A.E. The Economics of Matching: Stability and Incentives // Mathematics of Operations Research. — 1982. — Т. 7. — С. 617—628.
- Roth A.E. The Evolution of the Labor Market for Medical Interns and Residents: A Case Study in Game Theory // Journal of Political Economy. — 1984. — Т. 92. — С. 991—1016.
- Roth A.E. Stability and Polarization of Interests in Job Matching // Econometrica. — 1984. — Т. 52. — С. 47—57.
- Roth A.E. The College Admission Problem is Not Equivalent to the Marriage Problem // Journal of Economic Theory. — 1985. — Т. 36. — С. 277—288.
- Roth A.E. Two-Sided Matching Markets // Econometrica. — 1986. — Т. 54. — С. 425—427.
- Roth A.E., Sotomayor M. The College Admission Problem Revisited // Econometrica. — 1989. — Т. 57. — С. 559—570.
- Roth A.E., Vande Vate J.H. Random Paths to Stability in Two Sided Matching // Econometrica. — 1990. — Т. 58. — С. 1475—1480.
- Roth A.E., Rothblum U.G. Truncation Strategies in Matching Markets — In Search of Advice for Participants // Econometrica. — 1999. — Т. 67. — С. 21—43.
- Roth A.E., Sönmez T., Ünver M.U. [http://kuznets.fas.harvard.edu/~aroth/papers/kidney.qje.pdf Kidney Exchange] // Quarterly Journal of Economics. — 2004. — Т. 119. — С. 457—488.
- Roth A.E. Deferred Acceptance Algorithms: History, Theory, Practice, and Open Questions // International Journal of Game Theory. — 2008. — Т. 36. — С. 537—569.
- Roth A.E., Sotomayor M. Two-Sided Matching: A Study in Game-Theoretic Modeling and Analysis. — Cambridge, New York: Cambridge University Press, 1990. — (Econometric Society Monographs). — ISBN 0-521-39015-X.